# Splendrillia carolae
Splendrillia carolae é uma espécie de gastrópode do gênero Splendrillia, pertencente a família Drilliidae.